# 改良型加圧水型軽水炉
改良型加圧水型原子炉（かいりょうがたかあつすいがたげんしろ、英: Advanced Pressurized Water Reactor、APWR）は加圧水型原子炉 (PWR) の技術をもとに三菱重工が開発した第3世代原子炉である。中性子経済性、効率、安全性の向上などの改良がおこなわれた。前世代に対し、パッシブ・アクティブを組み合わせた安全装置などが採用されている。三菱改良型PWRプラントとも呼ばれる。

## 概要
標準型APWRは日本での認可作業中で、本方式を採用した日本原電敦賀発電所3・4号機 (1,538MWe) が建設準備中である。次のAPWR+は出力1,700 MWe、プルサーマル対応となる。

### US-APWR
アメリカ向け改良型加圧水型原子炉 (US-APWR) は日本向けをもとにアメリカ法規に合致するよう改良され、テキサス州を拠点とするTXU社がコマンチェピーク原子力発電所を含む複数の発電所で建設が計画されている。
| 定格電気出力                | 1,700 MWe          |
| 炉心熱出力                  | 4,451 MWt          |
| 燃料集合体数                | 257                |
| 燃料棒配列                  | 改良 17x17, 14 ft. |
| 炉心有効長                  | 4.2 meters         |
| 原子炉冷却系ループ数        | 4                  |
| 1次系冷却材流量             | 2.75x104 m3/h/loop |
| 1次系圧力                   | 15.5 MPa           |
| 蒸気発生器型式              | 90TT-1             |
| 蒸気発生器基数              | 4                  |
| 1次冷却材ポンプ型式         | 100A               |
| 1次冷却材ポンプ台数         | 4                  |
| 1次冷却材ポンプ電動機軸動力 | 6,000 kW           |

US-APWRには経済性向上のための改良が盛り込まれている。その中心となるのが反応性を向上し、濃縮ウラン使用量を最大0.1wt%節約できる鋼製径方向中性子反射体である。それに加え、US-APWRは日本向けAPWRよりも改良された蒸気発生器を採用し、より乾燥した蒸気を発生させることで高効率（かつ繊細な）タービンを使用することができる。これにより、日本向けAPWRに対し最大10%の効率向上が見込まれている。
各種の安全装備の改良も行われた。必要能力の50%の能力を持つ水循環系4組を備え、合計100%となる2組の場合に比べ冗長性を向上した。サイズが大型化されたアキュムレータにより信頼性が向上した。このパッシブシステムの改良により、従来のアクティブシステムであるSafety Injection systemが廃止された。

## その他

### 販売済
- コマンチェピーク原子力発電所
- 敦賀発電所 3号機・4号機